# Concerto pour piano no 2 de Kabalevski
Pour un article plus général, voir Concerto pour piano.
Pour les articles homonymes, voir Concerto pour piano (homonymie).
Le Concerto pour piano nº 2 en sol mineur, op. 23 est le second des Concertos pour piano écrit par Dmitri Kabalevski. Il a été composé en 1935 (quelques années après son entrée au Conservatoire de Moscou) et créé le 12 mai 1936 à Moscou. Le concerto a été révisé en 1973. Il fait partie des pièces maitresses du compositeur.
Le concerto comporte trois mouvements:
- I. Allegro moderato
- II. Andantino semplice
- III. Allegro molto

Bien que fortement influencé par Prokofiev, le compositeur conserve néanmoins son propre style tout au long de l'ouvrage. L'œuvre exige un interprète avec une technique sans failles.